# Нестор Ортігоса
Не́стор Ортіго́са (ісп. Néstor Ortigoza; 7 квітня 1984, Сан-Антоніо-де-Падуа, Аргентина) — парагвайський футболіст, півзахисник «Аргентинос Хуніорс» та збірної Парагваю. Учасник чемпіонату світу з футболу 2010 року.

## Титули і досягнення
- Чемпіонат Аргентини (2):

«Архентінос Хуніорс»: 2010 К
«Сан-Лоренсо де Альмагро»: 2013 І
- Володар Суперкубка Аргентини (1):

«Сан-Лоренсо де Альмагро»: 2015
- Володар Кубка Лібертадорес (1):

«Сан-Лоренсо де Альмагро»: 2014
- Володар Кубка Аргентини (1):

«Росаріо Сентраль»: 2018
Збірні
- Срібний призер Кубка Америки: 2011